# Elvira Werner
Elvira Werner (* 1952 in Meißen) ist eine deutsche Kulturwissenschaftlerin.
Nach einem Teilstudium der Fächer Englisch und Deutsch an der Humboldt-Universität zu Berlin studierte Werner Kulturwissenschaften. Ab 1979 war sie als wissenschaftliche Mitarbeiterin im von Werner Reinäcker und später von Götz Altmann geleiteten Folklorezentrum Erzgebirge/Vogtland des Bezirkskabinetts für Kulturarbeit Karl-Marx-Stadt in Schneeberg und seinen Rechtsnachfolgern wie der Sächsischen Landesstelle für Volkskultur und der Sächsischen Landesstelle für Museumswesen in Chemnitz, Fachbereich Volkskultur, tätig. Seit Ende 2015 befindet sie sich im Ruhestand.
Werner veröffentlichte zahlreiche Aufsätze und Bücher zu Themen rund um die sächsisch-erzgebirgische Volkskultur, so zum Spitzenklöppeln, zur Bergmannssprache, zum Volks- und Laienspiel, zur Festkultur, zur Musikfolklore und zur erzgebirgischen Mundartpflege, worunter der Band Mundart im Erzgebirge hervorsticht. Sie ist Mitglied im Redaktionsbeirat der Erzgebirgischen Heimatblätter und lebt in Bermsgrün.

## Werke
- Vom Klöppeln in erzgebirgischer Dichtung – Betrachtung zur Darstellung des Lebens erzgebirgischer Klöpplerinnen in der erzgebirgischen Heimat- und Mundartliteratur anhand ausgewählter Textbeispiele (= Glückauf Heft 18) Folklorezentrum Erzgebirge/Vogtland, Schneeberg 1984. DNB 860144453
- Zur Geschichte bergmännischen Singens und Musizierens im sächsischen Erzgebirge. (= Glückauf Heft 38/39) Folklorezentrum Erzgebirge/Vogtland, Schneeberg 1989. DNB 551782617
- Mundart im Erzgebirge. (Reihe Weiss-Grün 17) Sächsische Landesstelle für Volkskultur (Hrsg.), Druck- und Verlagsgesellschaft Marienberg, 1999. ISBN 3-931770-18-4
- Andrea Geldmacher, Katja Margarethe Mieth, Elvira Werner (Hrsg.): Barbara Uthmann 1514–1575: Eine erzgebirgische Unternehmerin im mitteleuropäischen Kontext. Verlag der Kunst, Dresden 2017, ISBN 978-3-86530-228-1